# Phidippus albocinctus
Phidippus albocinctus är en spindelart som beskrevs av Lodovico di Caporiacco 1947. Phidippus albocinctus ingår i släktet Phidippus och familjen hoppspindlar. Inga underarter finns listade i Catalogue of Life.